# 皆川晃雄
皆川 晃雄（みながわ あきお、1864年 - 1952年）は、日本の聖職者、教育者。大阪聖ヨハネ教会初代牧師、神田キリスト教会牧師、日本聖公会の聖職者。日本領となった台湾に巡回宣教師として赴任し、旧台湾聖公会の基礎を創ったほか、日本でも伝道師として聖書講読やキリスト教の講義を行い、渋沢栄一も長く皆川の講義を受講した。

## 人物・経歴
1864年（元治元年）に生まれる。
その後、小学校の教員を務めていたが、チャニング・ウィリアムズ（立教大学創設者、日本聖公会主教）の高潔な人格に感化され、1884年（明治17年）に洗礼を受けると伝道を志し、東京三一神学校（現・聖公会神学院）に学んだ。ウィリアムズの直弟子の一人として修学する。
この頃の日本では国粋主義が拡がり、欧化主義への反発が生じる社会情勢となるが、立教大学校（現・立教大学）では学則があまりにも外国的で、学校運営が外国人主導で、学生の希望が反映されていないとの改革運動が、小林彦五郎、石井亮一、早川喜四郎、杉浦貞二郎、岩佐琢蔵、阪井徳太郎ら在学生たちから起こった。皆川晁雄、杉浦義道、名出保太郎、ら聖三一神学校の学生もこの運動を支援した。彼らは改革のため、大阪・泰西学館教頭の左乙女豊秋を招聘することを決め、杉浦がジェームス・ガーディナー校長と交渉し、石井亮一が大阪で左乙女にこれらを伝えた。
東京三一神学校に在学中の1891年（明治24年）に執事となり、同年9月に、大阪聖ヨハネ教会の初代牧師に就任。
この大阪聖ヨハネ教会は、1888年（明治21年）5月23日に大阪の婦人学習会『Osaka Ladies' Institute』の教師に就くため来日した米国聖公会の女性教師のリーラ・ブール（レイラ・ブル、Miss Leila Bull）が、婦人学習会の有志信徒20名余とともに、早速同年5月27日に教会組織の結成を協議決定して礼拝を捧げたことに始まる。教会の基礎となった婦人学習会『Osaka Ladies' Institute』は大阪・道修町1丁目に設立されたが、同学習会に優れた婦人教師をリクルートする目的で、1888年（明治21年）春に帰米したジョン・マキムに採用されたのが当時42歳の篤い志を持ったリーラ・ブールだった。教会の管理は当初テオドシウス・ティングや大塚惟明が行い、次いで皆川が1891年（明治24年）9月に着任した。また、同時期の東京では1889年（明治22年）4月20日に静修女学校（Young Ladies' Institute）が創設されている。
1897年（明治30年）には、日本聖公会から日本領となった台湾の初代巡回司祭として台湾へ派遣され、現地で旧台湾聖公会の礎を創った。
1900年（明治33年）には、皆川は大阪聖ヨハネ教会での奉職を退き、後任として第2代牧師に早川喜四郎（平安女学院院長）が就いた。
その後、神田キリスト教会の牧師を長く勤める。
1910年（明治43年）から1913年（大正2年）にかけて、皆川は渋沢栄一の飛鳥山の邸宅を度々訪れ、聖書の講読会やキリスト教の講演を行い、渋沢は長く聴講した。
1935年（昭和10年）に、神田キリスト教会の牧師を退任し、当時既に還暦を越えて司祭を務めていた皆川は、まだ田園風景が広がっていた練馬区の小竹町に移住する。ある夜に「この地に教会をつくりましょう」と一人の信徒から提案を受けると、数日後の同年11月3日にこの信徒宅で礼拝をあげ、練馬聖ガブリエル教会が創設された。